# Redfield (Kansas)
Redfield è un comune degli Stati Uniti d'America, situato nello Stato del Kansas, nella contea di Bourbon.